# Alopiopsis
Genre
Alopiopsis est un genre éteint de requins de la famille des carcharhinidés. Il a vécu de -48,6 à -40,4 millions d’années, lors de l’Éocène.

## Espèces
- † Alopiopsis cuvieri
- † Alopiopsis plejodon (Lioy, 1865)